# Max Hare
Max Hare est un personnage issu de l'univers des Silly Symphonies. Il est l'adaptation Disney du personnage du lièvre dans la fable de Jean de La Fontaine Le Lièvre et la Tortue. Il est opposé à Toby Tortoise, jouant lui le rôle de la tortue.

## À propos du personnage
Comme à l'accoutumée dans l'univers Disney, l'animal est anthropomorphe, et il se tient debout.
C'est un lièvre athlétique au torse gonflé. Son pelage est de couleur fauve, avec un ventre plus clair et une queue blanchâtre. Il porte un pull blanc à revers rouges, ainsi qu'une paire de gants.
L'aspect du personnage est dû aux animateurs Eric Larson et Hamilton Luske, ce dernier assisté par Ward Kimball. D'après Tex Avery et Frank Tashlin, cités par Russel Merritt and J. B. Kaufman , l'aspect du personnage aurait servi de base au personnage de Bugs Bunny, créé en 1940 par les studios Warner Bros.
Lors de l'animation du personnage de Max Hare, Ward Kimball a utilisé le principe des « lignes de vitesse ». Il est reconnu comme le premier animateur de Disney à avoir utilisé ce système.

## Filmographie
- 1935 : Le Lièvre et la Tortue (The Tortoise and the Hare)
- 1936 : Le Retour de Toby la tortue (Toby Tortoise Returns)
- 1936 : L'Équipe de Polo (Mickey's Polo Team)
- 1988 : Qui veut la peau de Roger Rabbit (Who Framed Roger Rabbit)